# Coupe de Belgique de football 1953-1954
 (mai 2022).
La mise en forme du texte ne suit pas les recommandations de Wikipédia : il faut le « wikifier ».
Les points d'amélioration suivants sont les cas les plus fréquents. Le détail des points à revoir est peut-être précisé sur la page de discussion.
- Les titres sont pré-formatés par le logiciel. Ils ne sont ni en capitales, ni en gras.
- Le texte ne doit pas être écrit en capitales (les noms de famille non plus), ni en gras, ni en italique, ni en « petit »…
- Le gras n'est utilisé que pour surligner le titre de l'article dans l'introduction, une seule fois.
- L'italique est rarement utilisé : mots en langue étrangère, titres d'œuvres, noms de bateaux, etc.
- Les citations ne sont pas en italique mais en corps de texte normal. Elles sont entourées par des guillemets français : « et ».
- Les listes à puces sont à éviter, des paragraphes rédigés étant largement préférés. Les tableaux sont à réserver à la présentation de données structurées (résultats, etc.).
- Les appels de note de bas de page (petits chiffres en exposant, introduits par l'outil «  Source ») sont à placer entre la fin de phrase et le point final[comme ça].
- Les liens internes (vers d'autres articles de Wikipédia) sont à choisir avec parcimonie. Créez des liens vers des articles approfondissant le sujet. Les termes génériques sans rapport avec le sujet sont à éviter, ainsi que les répétitions de liens vers un même terme.
- Les liens externes sont à placer uniquement dans une section « Liens externes », à la fin de l'article. Ces liens sont à choisir avec parcimonie suivant les règles définies. Si un lien sert de source à l'article, son insertion dans le texte est à faire par les notes de bas de page.
- La présentation des références doit suivre les conventions bibliographiques. Il est recommandé d'utiliser les modèles {{Ouvrage}}, {{Chapitre}}, {{Article}}, {{Lien web}} et/ou {{Bibliographie}}. Le mode d'édition visuel peut mettre en forme automatiquement les références.
- Insérer une infobox (cadre d'informations à droite) n'est pas obligatoire pour parachever la mise en page.

Pour une aide détaillée, merci de consulter Aide:Wikification.
Si vous pensez que ces points ont été résolus, vous pouvez retirer ce bandeau et améliorer la mise en forme d'un autre article.
Navigation
Édition précédente Édition suivante
La Coupe de Belgique 1953-1954 est la sixième édition de la Coupe de Belgique 1953-1954. L'épreuve n'a plus été organisée depuis 18 ans, soit depuis l'édition 1934-1935, remportée par le Daring CB. Par cette renaissance, on considère familièrement qu'il s'agit de la « première édition de l'ère moderne ».
Le schéma adopté en 1953-1954 se rapproche très fort d'une procédure qui devient immuable par la suite : des éliminatoires par provinces suivis l'entrée en lice graduelle des clubs évoluant en séries nationales. Les trois premiers tours sont disputés par les équipes évoluant en provinciales, celles de Promotion les rejoignent au quatrième tour et enfin, à partir du cinquième tour (soit les « 64es de finale »), les équipes de Division 1, Division 2 et Division 3 font leur entrée dans la compétition.
La victoire finale revient au Royal Standard Club Liégeois, qui dispose en finale du RC Mechelen KM pour décrocher le premier titre majeur de l'histoire du club.

## Actualités, contexte
La dernière phase de cette 6e édition se déroule de mars à mai 1954, en parallèle du 6 au 19 avril, avec le Championnat de football du CISM. Celui-ci étant une épreuve sportive entre équipes nationales militaires, dont la française, alors que se déroule la tragique Bataille de Diên Biên Phu, épilogue de la non moins tragique Guerre d'Indochine.

## Retour de l'épreuve après dix-huit ans
Après avoir longtemps discuté de l'opportunité de relancer la Coupe de Belgique, les responsables de l'URBSFA décident finalement de l'organiser pour la saison 1953-1954. Et d'en faire une évaluation quant à savoir si l'expérience est prolongée. De nombreuses voix sont très favorables notamment chez observateurs et chroniqueurs. Ainsi dans le « Le Soir » du 31 mars 1953, le spécialiste Jacques Thibaut exprime déjà ses craintes que sans adaptation du règlement fédéral concernant la gestion du calendrier la survie de la nouvelle Coupe serait déjà menacée. En matière de calendrier surchargé, il faut se rappeler qu'au milieu des années 1950, le football belge ne se joueur que les week-ends (majoritairement le dimanche) et certains joueurs fériés.
L'enthousiasme des dirigeants de la fédération et des observateurs extérieurs n'est pas partagé par tous les clubs, surtout ceux de première division, dont la moitié se fait éliminer dès son entrée en lice, généralement par des équipes évoluant deux, voire trois divisions plus bas.

## Origines
Retombées dans les oubliettes depuis 1935, la Coupe de Belgique revient dans l'actualité à la suite d'une proposition du R. Stade Louvaniste. Ce club, par l'intermédiaire de son Président, Monsieur Vranckx, dépose la proposition contenant les bases en vue d'organiser de nouveau l'épreuve.
Initialement l'idée fait face à des réticences du Comité Exécutif de la fédération. Celui-ci craignant « une trop grande prolongation de la saison en raison des séries à seize clubs » (en 1952, le passage des séries de 14 à 16 clubs au lieu de 14 date n'est vieux que de quatre ans). Mais les meneurs de l'initiative ne se découragent pas et, largement soutenus par d'autres clubs, obtiennent la création d'une commission qui établit un dossier finalement présenté à la Commission Nationale d'Études (C.N.E).
Le dimanche 29 juin 1952, l'Assemblée Générale de l'URBSFA vote la relance de la Coupe de Belgique, mais pour un essai d'un an avec évaluation d'une prolongation. Les dernières objections s'effacent quand le projet de calendrier de l'épreuve démontre que les « grands clubs » ont encore la possibilité d'organiser des matchs internationaux. Ceux-ci apportent des recettes essentielles aux clubs qui, rappelons le ne sont pas professionnels. À cette époque, les actuelles compétitions continentales n'existent pas. D'autres réticences, notamment relatives aux fais d'organisation, sont aplanis car la procédure envisagée prévoit plusieurs toujours disputés régionalement. Par ailleurs, les concepteurs ont prévu un système dans lequel la « recette guichet » nette est partagée en deux entre les deux clubs concernés.

### Structuration envisagée
- quatre tours entre équipes provinciales ({toutes les divisions),
- 5e tour, entrée des clubs de « Promotion »
- 6e tour, entrée des clubs de « Division 2 » et de « Division 3 »
- 7e tour, entrée des clubs de « Division 1 » (Trente-deuxièmes de finale)
- Seizièmes, Huitièmes, Quarts, Demis et Finale.

Toutes les rencontres jouées en une manche sur le terrain de la première équipe tirées au sort.

### Quelques dispositions règlementaires proposées
- Prolongation de deux fois trente minutes en cas d'égalité après 90 minutes. Toutefois les dépositaires du projet laissent latitude aux différents comités provinciaux de faire jouer ou non une prolongation lors des quatre premiers tours.
- En cas d'égalité au terme du match (90 ou 120 minutes), l'équipe ayant obtenu le plus de coups de coins (corners) est qualifiée. On procède
- Si l'égalité subsiste après le départage aux corners, on procède au botté de cinq penalties par cinq joueurs différents.
- En dernier ressort, on procède à un tirage au sort.

- Le projet fait également mention « ... qu'à partir des quarts de finale, les clubs pourraient être autorisés à jouer en semaine... » ou encore « ... il serait judicieux qu'en demi-finale le match soit rejoué en cas d'égalité ... » en n'oubliant pas de préciser « ... de quoi aurions nous l'air si un finaliste ou même le gagnant de la Coupe de Belgique était désigné par tirage au sort ... »[2].

### Ajournement puis approbation
Ce beau projet « ne fait pas pschitt » mais est ajourné. Le Comité Exécutif désigne son Secrétaire-Général, José Crahay pour présider une commission spéciale à laquelle participera Monsieur Vranckx et un délégué de chaque groupement de clubs (subdivision par division hiérarchique).
Il faut ainsi attendre la deuxième session ce l'AG. Celle-ci se tient le samedi 20 décembre 1952.Après concertation entre les différentes composantes de l'URBSFA, en termes de clubs, le proejt a été adapté. Ainsi seuls les 2e premiers niveaux provinciaux sont retenus « par manque de dates libres ». Le plan définitif scinde l'entrée des formations des divisions nationales en deux groupes et non plus trois. Les 64 équipes de « Promotion » entrent au 4e tour suivies au tour suivant des 64 équipes des Divisions 1, 2 et 3.
Par ailleurs, faute de suffisamment de journées libres (on ne joue que les dimanches et les joueurs fériés à cette époque), il est considéré impossible de faire rejouer les matchs en cas d'égalité. Pour les départages des égalités, la « notion de tirage au sort » disparaît. Il est précisé que si le botté des penalties est nécessaire, les cinq mêmes tireurs recommencent tous tant qu'une différence n'est pas faite. Une rencontre De coupe de Belgique se joue sur terrain de la première équipe tirée au sort, sauf les demi-finales qui sont joués sur terrain neutre choisi par la « Commission de la Coupe de Belgique ». Précisément, cet organisme est créé spécifiquement afin de gérer toutes l'organisation de l'épreuve et d'examiner les litiges. La Coupe de Belgique doit être jouée lors des journées d'avant-championnat, celle où il y a une rencontre de l'équipe national à l'étranger, ainsi que toutes les autres dates libres excepté le dimanche de Pâques qui est réservé aux tournois.
Le projet Coupe de Belgique est approuvé pour un essai d'un an. À noter que l'option « prolongation en cas d'égalité » n'est pas retenue pour les quatre premiers tours. On qualifie l'équipe ayant obtenu le plus de corner et si nécessaire on botte des penalties.

## Fonctionnement et règlement
Chaque tour applique le principe de matches à élimination directe en une manche, disputée sur le terrain de la première équipe tirée au sort. Lors des trois premiers tours, si les deux équipes sont à égalité, elles sont départagées au nombre de corners obtenus. Si elles sont toujours ex-æquo, le match est rejoué sur le terrain de l'équipe qui s'est déplacée pour le premier match.
En cas d'égalité à la fin du temps réglementaire:
- on joue une première  prolongation de deux fois quinze minutes.
- Si les deux clubs n'ont pas réussi à se départager lors de cette demi-heure supplémentaire, ils jouent un quart d'heure supplémentaire en deux mi-temps de 7 min 30 s.
  - Le nombre de corners obtenus redevient le critère déterminant si personne n'a pu faire la différence dans le jeu durant chacune des deux prolongations (« 2 × 15 min » puis « 2 × 7 min 30 s »).
- Si l'égalité subsiste aussi aux coups de coin, on procède au « botté de penalties ».
  - Cinq tireurs différents par équipe bottent un penalty. Si la parité persiste on recommence intégralement avec les cinq mêmes tireurs.

Aucune équipe « protégée » lors des tirages au sort. Ceux-ci sont effectués de manière intégrale entre chaque tour.

### Participants
Lors de cette édition de reprise, 624 clubs prennent part à la compétition. On compte 496 clubs issus des séries provinciales, qui disputent les trois premiers tours préliminaires par province, qualifiant un nombre fixe de représentants pour chacune d'elles.
Au quatrième tour, les 64 équipes qualifiées au terme des trois tours joués au sein des chacune des neuf provinces sont rejointes par les 64 clubs de Promotion. Enfin, pour le cinquième tour, les 32 équipes de Division 3, les 16 de Division 2 et les 16 de Division 1 font leur entrée dans la compétition, sans bénéficier d'un statut protégé.

## Cinquième tour -64esde finale
Le tirage au sort se déroule le lundi 2 novembre 1953 en début de soirée, dans les locaux de la fédération, à Bruxelles. Les 64 équipes des trois plus hautes divisions sont rejointes par les 64 équipes qualifiées après les quatre tours préliminaires. Ces derniers sont 38 clubs de Promotion et 26 clubs évoluant dans les séries provinciales.
- En dépit du tirage au sort intégral, les clubs de l'élite s'évitent et ne croisent qu'au mieux une « D3 » !
- À en lire la presse de l'époque, il semble que cette relance de la Coupe de Belgique n'intéresse pas trop les clubs de « Division 1 », qui préfèrent de matchs amicaux, « plus juteux en termes de rentrées financières ». Ainsi, le jour (férié) prévu pour ce 5e tour, des matchs de gala sont prévus. Notamment une opposition de « l'Entente bruxelloise contre une « Football Combination », soit des sélections des meilleurs joueurs des deux capitales plus un joueur de Birmingham City dans l'équipe d'Outre-Manche ; ou encore à Anvers, un match entre une sélection de la métropole portuaire contre le club professionnel anglais de Burnley FC.

Le désintérêt pour la Coupe se remarque aussi avec quelques « éliminations chocs » d'équipe de D1, notamment Anderlecht, futur champion de Belgique, sorti de la compétition par VC Vlug en Vrij Terhagen (Promotion).
- Comme le règlement l'autorise plusieurs rencontres voient l'ordre initial du tirage au sort être inversé. C'est notamment le cas pour le Daring CB qui doit « recevoir », mais  qui choisit de se déplacer car le match contre la sélection londonienne évoqué ci-avant se déroule dans son stade Oscar Bossaert de Molenbeek.

- Tous les matches de ce cinquième tour sont joués le mercredi 11 novembre 1953, jour férié.

### Légende5etour
Abréviations des Divisions
- : Tenant du trophée depuis... 1935.
- (I) : club évoluant en « Division 1 ».
- (II) : club évoluant en « Division 2 ».
- (III) : club évoluant en « Division 3 ».
- (P) : club évoluant en « Promotion ».
- (p-...) : club évoluant dans les séries provinciales concernées.

Abréviations des Provinces
- (Anv) :  Province d'Anvers
- (Bbt) : Province de Brabant
- (WVl.) :  Province de Flandre-Occidentale
- (OVl) :  Province de Flandre-Orientale
- (Hai) :  Province de Hainaut
- (Liè)  :  Province de Liège
- (Lim) :  Province de Limbourg
- (Lux) :  Province de Luxembourg
- (Nam) :  Province de Namur

Le chiffre derrière le « p » indique la division provinciale concernée

### Participants
Toutes les provinces sont encore représentées, même si on remarque que celles de Luxembourg et de Namur sont ce que l'on appelle familièrement les « parents pauvres ».
| Provinces                       | Total | D1 | D2 | D3 | P  | p1 | p2 |
| ------------------------------- | ----- | -- | -- | -- | -- | -- | -- |
| Province d'Anvers               | 28    | 7  | 2  | 5  | 11 | 2  | 1  |
| Province de Brabant             | 20    | 2  | 4  | 5  | 6  | 3  | 0  |
| Province de Flandre-Occidentale | 14    | 0  | 3  | 3  | 4  | 4  | 0  |
| Province de Flandre-Orientale   | 16    | 1  | 2  | 6  | 3  | 4  | 0  |
| Province de Hainaut             | 12    | 2  | 1  | 3  | 3  | 2  | 1  |
| Province de Liège               | 17    | 3  | 1  | 5  | 5  | 1  | 2  |
| Province de Limbourg            | 14    | 0  | 3  | 4  | 3  | 3  | 1  |
| Province de Luxembourg          | 3     | 0  | 0  | 0  | 3  | 0  | 0  |
| Province de Namur               | 3     | 0  | 0  | 1  | 1  | 1  | 0  |
| TOTAUX                          | 128   | 16 | 16 | 32 | 38 | 21 | 5  |

### Résultats présentation
- Le résultat des 64 rencontres du 5e tour sont présentées ci-après, parce que c'est de cette façon que la majorité des quotidien à l'époque ont procédé: en regroupant les matchs par type d'opposition ( « D1 » contre « D3 », « D1 » contre « Promotion », etc.). Au total, il y a « 16 catégories différentes ».
- Les noms des clubs sont ceux qu'ils portent lors de la saison 1953-1954.
- L'emploi des « éléments enroulés », pour le 5e tour, est destiné à alléger/faciliter la lecture. En effet, cela permet notamment de chercher par division sans devoir faire défiler les 64 lignes de résultats.
- Pour le 5e tour et les Trente-deuxièmes de finale les « liens Wikipédia » ne sont pas employés pour les noms des équipes. Ce choix est fait en raison du nombre encore important de « petits clubs » n'ayant pas de page attitrée et ainsi donc éviter les liens rouges assez inesthétiques, et étant autant d'appels à créer des pages qui ne sont en fait pas admissibles selon les critères en place.

### Résultats «Division 1» contre «Division 3»
12 équipes concernées.
- 6 rencontres disputées le mercredi 11 novembre 1953.
  - Après accord entre les deux clubs, l'ordre du tirage au sort est inversé pour le match « T5-01 » qui se joue au stade Oscar Van Kesbeeck du Racing de Malines. Le cercle de Beveren-Waas, pensionnaire de « D3 », escompte ainsi une meilleure recette qui est partagée en Coupe de Belgique.

### Résultats «Division 1» contre «Promotion»
18 équipes concernées.
- 9 rencontres jouées le mercredi 11 novembre 1953.
  - Cinq autres cercles de « D1 » bouter hors de l'épreuve !

### Résultats «Division 1» contre «Provinciale 1»
2 équipes concernées.
- 1 rencontre jouée le mercredi 11 novembre 1953. La seule confrontation entre un club de l'élite et « un provincial ».
  - Souhaitant laissé souffler son terrain, le club bruxellois propose d'inverser l'ordre du tirage au sort. Les banlieusards carolorégiens acceptent et font longtemps douter le premier double vainqueur de l'épreuve... quarante ans plus tôt.

### Résultats «Division 2» contre «Division 2»
4 équipes concernées.
- 2 rencontres jouées le mercredi 11 novembre 1953.

### Résultats «Division 2» contre «Division 3»
6 équipes concernées.
- 3 rencontres jouées le mercredi 11 novembre 1953.
  - Après deux heures quinze de coude-à-coude, le White Star chute pour un coup de coin !

### Résultats «Division 2» contre «Promotion»
6 équipes concernées.
- 3 rencontres jouées le mercredi 11 novembre 1953.

### Résultats «Division 2» contre «Provinciale 1»
8 équipes concernées.
- 4 rencontres jouées le mercredi 11 novembre 1953.
  - Le leader de « Division 2 » (qui sera sacré champion avec cinq ponts d'avance mois plus cinq mois plus tard) est évincé par une 1re Provinciale !

### Résultats «Division 2» contre «Provinciale 2»
4 équipes concernées.
- 2 rencontres jouées le mercredi 11 novembre 1953.

### Résultats «Division 3» contre «Division 3»
10 équipes concernées.
- 5 rencontres jouées le mercredi 11 novembre 1953.
  - L'ordre du tirage au sort match « T5-34 » est inversé afin d'éviter la concurrence de la rencontre « Entente anversoise-Burnley FC »
  - Les clubs wallons signent un « 4 sur 4 » dans ces oppositions entre résidents de « Division 3 ».

### Résultats «Division 3» contre «Promotion»
14 équipes concernées.
- 7 rencontres jouées le mercredi 11 novembre 1953.

### Résultats «Division 3» contre «Provinciale 1»
12 équipes concernées.
- 6 rencontres jouées le mercredi 11 novembre 1953.

### Résultats «Promotion» contre «Promotion»
10 équipes concernées.
- 5 rencontres jouées le mercredi 11 novembre 1953.

### Résultats «Promotion» contre «Provinciale 1»
14 équipes concernées.
- 7 rencontres jouées le mercredi 11 novembre 1953.

### Résultats «Promotion» contre «Provinciale 2»
4 équipes concernées.
- 2 rencontres jouées le mercredi 11 novembre 1953.

### Résultats «Provinciale 1» contre «Provinciale 1»
2 équipes concernées.
- 1 rencontre jouée le mercredi 11 novembre 1953.
  - En 1953, les localités d'Herseaux, de Luingne, de Mouscron émargent à la Flandre occidentale.

### Résultats «Provinciale 1» contre «Provinciale 2»
2 équipes concernées.
- 1 rencontre jouée le mercredi 11 novembre 1953.

## Trente-deuxièmes de finale
Le tirage au sort est effectué le jeudi 12 novembre 1953, concrètement le lendemain du 5e tour. Les opérations se déroulent dans les locaux de l'URBSFA à Bruxelles. Cette fois, Monsieur Rayée qui préside la « Commission de la Coupe de Belgique », soucieux de démontrer la neutralité des procédures, n'effectue pas le tirage mais demande à un invité de puiser les papiers placés dans « un saladier ». La main, que l'on appelle communément, « innocente » est celle d'Arsène Vaillant (ancien Diable rouge qui termine sa carrière au Sporting d'Anderlecht et se prépare à rejoindre l'INR). Pour mémoire les « Mauves et Blancs » ont été éliminés au tour précédent. Le hasard permet aux cercles de Division 1 de s'éviter.

### Participants
Toutes les provinces sont encore représentées. Plus de la moitié « des rescapés » proviennent des 3e et 4e niveaux hiérarchiques. Onze cercles provinciaux atteignent ce cap qui pour eux représentent le 6e tour !
| Provinces                       | Total | D1 | D2 | D3 | P  | p1 | p2 |
| ------------------------------- | ----- | -- | -- | -- | -- | -- | -- |
| Province d'Anvers               | 15    | 4  | 1  | 3  | 6  | 1  | 0  |
| Province de Brabant             | 11    | 2  | 3  | 2  | 3  | 1  | 0  |
| Province de Flandre-Occidentale | 7     | 0  | 3  | 1  | 1  | 2  | 0  |
| Province de Flandre-Orientale   | 9     | 0  | 1  | 2  | 3  | 3  | 0  |
| Province de Hainaut             | 5     | 0  | 0  | 3  | 1  | 1  | 0  |
| Province de Liège               | 8     | 2  | 1  | 3  | 1  | 0  | 1  |
| Province de Limbourg            | 6     | 0  | 2  | 2  | 1  | 1  | 0  |
| Province de Luxembourg          | 1     | 0  | 0  | 0  | 1  | 0  | 0  |
| Province de Namur               | 2     | 0  | 0  | 1  | 0  | 1  | 0  |
| TOTAUX                          | 64    | 8  | 11 | 17 | 17 | 10 | 1  |

Toutes les rencontres sont jouées le dimanche 22 novembre 1953, soit onze jours à peine après le cinquième tour. Cette fois, les équipes de l'élite tiennent leur rang et se qualifient toutes les huit pour le tour suivant. Parmi les onze équipes des séries provinciales encore en lice, trois parviennent à se qualifier : le K. FC Tielt (Flandre occidentale), le Taxandria FC Kwaadmechelen (Limbourg) et le R. Ham FC (Namur).

### Résultats «Division 1» contre «Division 3»
2 équipes concernées.
- 1 rencontre jouée le dimanche 22 novembre 1953.
  - Berchem est privé de Marcel Dries, en déplacement en Suisse avec les Diables rouges. Initialement réserviste à Zürich, le Berchemois monte sur la pelouse après 20 minutes en remplacement du Lierrois Van Brandt, blessé dans un contact avec son équipier Diricx. Les changements sont autorisés car il s'agit d'une partie amical, que les deux équipes ont marqué leur accord et qu'il s'agit d'une joueur blessé[7].

### Résultats «Division 1» contre «Promotion»
6 équipes concernées.
- 3 rencontres jouées le dimanche 22 novembre 1953.
  - Le Racing de Malines et le Daring de Bruxelles se déplacent chacun avec un absent, lequel accompagne l'équipe nationale belge à Zürich. Les « Rats » sont privés de Jan Van Der Auwera, lequel à Zürich, est à l'origine du premier but belge après 30 secondes de jeu ! Les « Rouges et Noirs molenbeekois » voyagent vers le Nord du Limbourg sans Robert Van Kerkhoven, tandis que c'est sans son attaquant Albert Corbeel que les « Sang et Or » du FC Malinois reçoivent Lokeren.
  - Selon la presse de l'époque, le coup de réparation qui permet au « Malinwa » de s'imposer n'en était pas un. La faute de main du Lokerenois Bracke aurait été commise « devant » son grand rectangle et pas à l'intérieur de celui-ci[7].

### Résultats «Division 1» contre «Provinciale 1»
8 équipes concernées.
- 4 rencontres jouées le dimanche 22 novembre 1953.
  - L'Union St-Gilloise et le « Club Liégeois » se déplacent sans deux de leurs titulaires. Les « Unionistes » Henri Diricx et Augustin Janssens ainsi que les « Sang & Marine » Pol Anoul et Louis Carré sont du voyage en Suisse, où les Diables rouges jouent, ce même après-midi, contre la sélection locale.
  - Pour cette rencontre décrite comme pittoresque par la presse d'époque, il est amusant de trouver un joueur nommé « Coppenolle » dans les titulaires, soit un homonyme du supporter du Daring dans la pièce Bossemans et Coppenolle.

### Résultats «Division 2» contre «Division 2»
2 équipes concernées.
- 1 rencontre jouée le dimanche 22 novembre 1953.
  - Une mi-temps pour chaque équipe puis une première prolongation de 2 × 30 minutes paraissant très longue. L'équipe locale fait la différence dès l'entame de la seconde prolongation, dont les 2 × 7 min 30 s sont intégralement jouées, comme le préconise le règlement.

### Résultats «Division 2» contre «Division 3»
6 équipes concernées.
- 3 rencontres jouées le dimanche 22 novembre 1953.
  - Initialement le « match TD-11 » devait se jouer à Boom, mais la Commission de la coupe de Belgique a décidé d'inverser lors de la rencontre pour éviter la concurrence avec d'autre matchs de Coupe planifiés à Willebroek et à Terhagen[8].

### Résultats «Division 2» contre «Promotion»
12 équipes concernées.
- 6 rencontres jouées le dimanche 22 novembre 1953.
  - L'ordre du tirage du match « TD-15 » est inversé pour éviter la concurrence du match « TD-21 Excelsior FC St-Niklaas-K. RC Borgerhout ».
  - Souci de sélection pour le K. FC Duffel qui commence à 10 pendant cinq minutes. Ensuite, les Promotionnaires résistent bien et le score n'est que de « 0-1 » au repos. Mais le club visité doit évoluer toute la seconde période en infériorité numérique en raison de la blessure de Ghysbrechts. Boom peut alors dérouler.

### Résultats «Division 3» contre «Division 3»
4 équipes concernées.
- 2 rencontres jouées le dimanche 22 novembre 1953.
  - Les visités s'imposent aisément et logiquement. En fin de partie, le Patria Tongres se montre « mauvais perdant » et distribue mes coups inutilement.

### Résultats «Division 3» contre «Promotion»
12 équipes concernées.
- 6 rencontres jouées le dimanche 22 novembre 1953.

### Résultats «Division 3» contre «Provinciale 1»
6 équipes concernées.
- 3 rencontres jouées le dimanche 22 novembre 1953.
  - L'ordre du tirage du match « TD-24 » est inversé pour éviter la concurrence du match « TD-21 Excelsior FC St-Niklaas-K. RC Borgerhout ».
  - Nouvelle grosse performance de l'équipe d'Ham-sur-Sambre qui après THOR Waterschei, ténor de « D2 » s'offre le scalp des Brabançons du Daring de Louvain, bonne équipe de « D3 ». Ham FC s'appuie sur l'expérience de son joueur-entraîneur Léon Gillaux, ancien Diable rouge.

### Résultats «Promotion» contre «Provinciale 1»
4 équipes concernées.
- 2 rencontres jouées le dimanche 22 novembre 1953.

### Résultats «Provinciale 1» contre «Provinciale 2»
2 équipes concernées.
- 1 rencontre jouée le dimanche 22 novembre 1953
  - Long trajet et belle résistance, mais élimination pour le dernier club de 2e Provinciale.

## Tableau à partir des 1/16ede finale
Le tableau suivant est une simple illustration. Pour rappel, les tours successifs sont tirés au sort au fil de la compétition.
|  | Seizièmes de finale du 7 au 14 mars 1954 | Seizièmes de finale du 7 au 14 mars 1954 | Seizièmes de finale du 7 au 14 mars 1954 |       |                       | Huitièmes de finale du 4 au 11 avril 1954 | Huitièmes de finale du 4 au 11 avril 1954 | Huitièmes de finale du 4 au 11 avril 1954 |  |      | Quarts de finale du 18 avril au 27 mai 1954 | Quarts de finale du 18 avril au 27 mai 1954 | Quarts de finale du 18 avril au 27 mai 1954 |  |      | Demi-finales 27 et 30 mai 1954 | Demi-finales 27 et 30 mai 1954 | Demi-finales 27 et 30 mai 1954 |  |      | Finale 6 juin 1954 | Finale 6 juin 1954 | Finale 6 juin 1954 |
|  |                                          |                                          |                                          |       |                       |                                           |                                           |                                           |  |      |                                             |                                             |                                             |  |      |                                |                                |                                |  |      |                    |                    |                    |
|  | (D3)                                     | R. FC Sérésien                           | 2                                        |       |                       |                                           |                                           |                                           |  |      |                                             |                                             |                                             |  |      |                                |                                |                                |  |      |                    |                    |                    |
|  | (D1)                                     | K. Lyra                                  | 0                                        |       |                       |                                           |                                           |                                           |  |      |                                             |                                             |                                             |  |      |                                |                                |                                |  |      |                    |                    |                    |
|  | (D1)                                     | K. Lyra                                  | 0                                        |       | (D3)                  | R. FC Sérésien                            | 2                                         |                                           |  |      |                                             |                                             |                                             |  |      |                                |                                |                                |  |      |                    |                    |                    |
|  |                                          |                                          |                                          |       | (D3)                  | R. FC Sérésien                            | 2                                         |                                           |  |      |                                             |                                             |                                             |  |      |                                |                                |                                |  |      |                    |                    |                    |
|  |                                          | (D3)                                     | K. Tongerse SV Cercle                    | 0     |                       |                                           |                                           |                                           |  |      |                                             |                                             |                                             |  |      |                                |                                |                                |  |      |                    |                    |                    |
|  | (D3)                                     | (D3)                                     | K. Tongerse SV Cercle                    | 0     | K. Tongerse SV Cercle | 3                                         |                                           |                                           |  |      |                                             |                                             |                                             |  |      |                                |                                |                                |  |      |                    |                    |                    |
|  | (D3)                                     |                                          |                                          |       | K. Tongerse SV Cercle | 3                                         |                                           |                                           |  |      |                                             |                                             |                                             |  |      |                                |                                |                                |  |      |                    |                    |                    |
|  | (D3)                                     | R. CS de Schaerbeek                      | 3                                        |       |                       |                                           |                                           |                                           |  |      |                                             |                                             |                                             |  |      |                                |                                |                                |  |      |                    |                    |                    |
|  | (D3)                                     | R. CS de Schaerbeek                      | 3                                        |       |                       |                                           |                                           |                                           |  | (D3) | R. FC Sérésien                              | 3                                           |                                             |  |      |                                |                                |                                |  |      |                    |                    |                    |
|  |                                          |                                          |                                          |       |                       |                                           |                                           |                                           |  | (D3) | R. FC Sérésien                              | 3                                           |                                             |  |      |                                |                                |                                |  |      |                    |                    |                    |
|  |                                          | (D2)                                     | K. Kortrijk Sport                        | 2     |                       |                                           |                                           |                                           |  |      |                                             |                                             |                                             |  |      |                                |                                |                                |  |      |                    |                    |                    |
|  | (D2)                                     | (D2)                                     | K. Kortrijk Sport                        | 2     | K. Kortrijk Sport     | 3                                         |                                           |                                           |  |      |                                             |                                             |                                             |  |      |                                |                                |                                |  |      |                    |                    |                    |
|  | (D2)                                     |                                          |                                          |       | K. Kortrijk Sport     | 3                                         |                                           |                                           |  |      |                                             |                                             |                                             |  |      |                                |                                |                                |  |      |                    |                    |                    |
|  | (D3)                                     | R. RC Tournaisien                        | 0                                        |       |                       |                                           |                                           |                                           |  |      |                                             |                                             |                                             |  |      |                                |                                |                                |  |      |                    |                    |                    |
|  | (D3)                                     | R. RC Tournaisien                        | 0                                        |       | (D2)                  | K. Kortrijk Sport                         | 1                                         |                                           |  |      |                                             |                                             |                                             |  |      |                                |                                |                                |  |      |                    |                    |                    |
|  |                                          |                                          |                                          |       | (D2)                  | K. Kortrijk Sport                         | 1                                         |                                           |  |      |                                             |                                             |                                             |  |      |                                |                                |                                |  |      |                    |                    |                    |
|  |                                          | (D2)                                     | R. CS Verviétois                         | 0     |                       |                                           |                                           |                                           |  |      |                                             |                                             |                                             |  |      |                                |                                |                                |  |      |                    |                    |                    |
|  | (D2)                                     | (D2)                                     | R. CS Verviétois                         | 0     | R. CS Verviétois      | 3                                         |                                           |                                           |  |      |                                             |                                             |                                             |  |      |                                |                                |                                |  |      |                    |                    |                    |
|  | (D2)                                     |                                          |                                          |       | R. CS Verviétois      | 3                                         |                                           |                                           |  |      |                                             |                                             |                                             |  |      |                                |                                |                                |  |      |                    |                    |                    |
|  | (D3)                                     | AS Herstalienne SR                       | 1                                        |       |                       |                                           |                                           |                                           |  |      |                                             |                                             |                                             |  |      |                                |                                |                                |  |      |                    |                    |                    |
|  | (D3)                                     | AS Herstalienne SR                       | 1                                        |       |                       |                                           |                                           |                                           |  |      |                                             |                                             |                                             |  | (D3) | R. FC Sérésien                 | 2                              |                                |  |      |                    |                    |                    |
|  |                                          |                                          |                                          |       |                       |                                           |                                           |                                           |  |      |                                             |                                             |                                             |  | (D3) | R. FC Sérésien                 | 2                              |                                |  |      |                    |                    |                    |
|  |                                          | (D1)                                     | R. Standard CL                           | 5     |                       |                                           |                                           |                                           |  |      |                                             |                                             |                                             |  |      |                                |                                |                                |  |      |                    |                    |                    |
|  | (D3)                                     | (D1)                                     | R. Standard CL                           | 5     | R. AEC Mons           | 0                                         |                                           |                                           |  |      |                                             |                                             |                                             |  |      |                                |                                |                                |  |      |                    |                    |                    |
|  | (D3)                                     |                                          |                                          |       | R. AEC Mons           | 0                                         |                                           |                                           |  |      |                                             |                                             |                                             |  |      |                                |                                |                                |  |      |                    |                    |                    |
|  | (D1)                                     | R. Daring CB T                           | 4                                        |       |                       |                                           |                                           |                                           |  |      |                                             |                                             |                                             |  |      |                                |                                |                                |  |      |                    |                    |                    |
|  | (D1)                                     | R. Daring CB T                           | 4                                        |       | (D1)                  | R. Daring CB T                            | 6                                         |                                           |  |      |                                             |                                             |                                             |  |      |                                |                                |                                |  |      |                    |                    |                    |
|  |                                          |                                          |                                          |       | (D1)                  | R. Daring CB T                            | 6                                         |                                           |  |      |                                             |                                             |                                             |  |      |                                |                                |                                |  |      |                    |                    |                    |
|  |                                          | (D3)                                     | K. FC Vigor Hamme                        | 1     |                       |                                           |                                           |                                           |  |      |                                             |                                             |                                             |  |      |                                |                                |                                |  |      |                    |                    |                    |
|  | (D3)                                     | (D3)                                     | K. FC Vigor Hamme                        | 1     | K. FC Vigor Hamme     | 1                                         |                                           |                                           |  |      |                                             |                                             |                                             |  |      |                                |                                |                                |  |      |                    |                    |                    |
|  | (D3)                                     |                                          |                                          |       | K. FC Vigor Hamme     | 1                                         |                                           |                                           |  |      |                                             |                                             |                                             |  |      |                                |                                |                                |  |      |                    |                    |                    |
|  | (D2)                                     | K. Boom FC                               | 0                                        |       |                       |                                           |                                           |                                           |  |      |                                             |                                             |                                             |  |      |                                |                                |                                |  |      |                    |                    |                    |
|  | (D2)                                     | K. Boom FC                               | 0                                        |       |                       |                                           |                                           |                                           |  | (D1) | R. Daring CB T                              | 1                                           |                                             |  |      |                                |                                |                                |  |      |                    |                    |                    |
|  |                                          |                                          |                                          |       |                       |                                           |                                           |                                           |  | (D1) | R. Daring CB T                              | 1                                           |                                             |  |      |                                |                                |                                |  |      |                    |                    |                    |
|  |                                          | (D1)                                     | R. Standard CL                           | 2     |                       |                                           |                                           |                                           |  |      |                                             |                                             |                                             |  |      |                                |                                |                                |  |      |                    |                    |                    |
|  | (D1)                                     | (D1)                                     | R. Standard CL                           | 2     | R. Standard CL        | 3                                         |                                           |                                           |  |      |                                             |                                             |                                             |  |      |                                |                                |                                |  |      |                    |                    |                    |
|  | (D1)                                     |                                          |                                          |       | R. Standard CL        | 3                                         |                                           |                                           |  |      |                                             |                                             |                                             |  |      |                                |                                |                                |  |      |                    |                    |                    |
|  | (P)                                      | K. Sint-Truidense VV                     | 0                                        |       |                       |                                           |                                           |                                           |  |      |                                             |                                             |                                             |  |      |                                |                                |                                |  |      |                    |                    |                    |
|  | (P)                                      | K. Sint-Truidense VV                     | 0                                        |       | (D1)                  | R. Standard CL                            | 5                                         |                                           |  |      |                                             |                                             |                                             |  |      |                                |                                |                                |  |      |                    |                    |                    |
|  |                                          |                                          |                                          |       | (D1)                  | R. Standard CL                            | 5                                         |                                           |  |      |                                             |                                             |                                             |  |      |                                |                                |                                |  |      |                    |                    |                    |
|  |                                          | (D2)                                     | R. FC Brugeois                           | 1     |                       |                                           |                                           |                                           |  |      |                                             |                                             |                                             |  |      |                                |                                |                                |  |      |                    |                    |                    |
|  | (D2)                                     | (D2)                                     | R. FC Brugeois                           | 1     | R. FC Brugeois        | 5                                         |                                           |                                           |  |      |                                             |                                             |                                             |  |      |                                |                                |                                |  |      |                    |                    |                    |
|  | (D2)                                     |                                          |                                          |       | R. FC Brugeois        | 5                                         |                                           |                                           |  |      |                                             |                                             |                                             |  |      |                                |                                |                                |  |      |                    |                    |                    |
|  | (P)                                      | FC Nijlen                                | 2                                        |       |                       |                                           |                                           |                                           |  |      |                                             |                                             |                                             |  |      |                                |                                |                                |  |      |                    |                    |                    |
|  | (P)                                      | FC Nijlen                                | 2                                        |       |                       |                                           |                                           |                                           |  |      |                                             |                                             |                                             |  |      |                                |                                |                                |  | (D1) | R. Standard CL     | 3                  |                    |
|  |                                          |                                          |                                          |       |                       |                                           |                                           |                                           |  |      |                                             |                                             |                                             |  |      |                                |                                |                                |  | (D1) | R. Standard CL     | 3                  |                    |
|  |                                          |                                          |                                          |       |                       |                                           |                                           |                                           |  |      |                                             |                                             |                                             |  |      |                                |                                |                                |  |      | (D1)               | RC Mechelen KM     | 1                  |
|  | (D1)                                     | K. Berchem Sport                         | 1                                        |       |                       |                                           |                                           |                                           |  |      |                                             |                                             |                                             |  |      |                                |                                |                                |  |      | (D1)               | RC Mechelen KM     | 1                  |
|  | (D1)                                     | K. Berchem Sport                         | 1                                        |       |                       |                                           |                                           |                                           |  |      |                                             |                                             |                                             |  |      |                                |                                |                                |  |      |                    |                    |                    |
|  | (D3)                                     | UR Namur                                 | 0                                        |       |                       |                                           |                                           |                                           |  |      |                                             |                                             |                                             |  |      |                                |                                |                                |  |      |                    |                    |                    |
|  | (D3)                                     | UR Namur                                 | 0                                        |       | (D1)                  | K. Berchem Sport                          | 3 (9)                                     |                                           |  |      |                                             |                                             |                                             |  |      |                                |                                |                                |  |      |                    |                    |                    |
|  |                                          |                                          |                                          |       | (D1)                  | K. Berchem Sport                          | 3 (9)                                     |                                           |  |      |                                             |                                             |                                             |  |      |                                |                                |                                |  |      |                    |                    |                    |
|  |                                          | (D1)                                     | UR Saint-Gilloise                        | 3 (3) |                       |                                           |                                           |                                           |  |      |                                             |                                             |                                             |  |      |                                |                                |                                |  |      |                    |                    |                    |
|  | (D1)                                     | (D1)                                     | UR Saint-Gilloise                        | 3 (3) | UR Saint-Gilloise     | 5                                         |                                           |                                           |  |      |                                             |                                             |                                             |  |      |                                |                                |                                |  |      |                    |                    |                    |
|  | (D1)                                     |                                          |                                          |       | UR Saint-Gilloise     | 5                                         |                                           |                                           |  |      |                                             |                                             |                                             |  |      |                                |                                |                                |  |      |                    |                    |                    |
|  | (p-Nam.)                                 | R. Ham FC                                | 1                                        |       |                       |                                           |                                           |                                           |  |      |                                             |                                             |                                             |  |      |                                |                                |                                |  |      |                    |                    |                    |
|  | (p-Nam.)                                 | R. Ham FC                                | 1                                        |       |                       |                                           |                                           |                                           |  | (D1) | K. Berchem Sport                            | 3                                           |                                             |  |      |                                |                                |                                |  |      |                    |                    |                    |
|  |                                          |                                          |                                          |       |                       |                                           |                                           |                                           |  | (D1) | K. Berchem Sport                            | 3                                           |                                             |  |      |                                |                                |                                |  |      |                    |                    |                    |
|  |                                          | (D3)                                     | K. Willebroekse SV                       | 2     |                       |                                           |                                           |                                           |  |      |                                             |                                             |                                             |  |      |                                |                                |                                |  |      |                    |                    |                    |
|  | (p-Fl.Occ.)                              | (D3)                                     | K. Willebroekse SV                       | 2     | K. FC Tielt           | 1                                         |                                           |                                           |  |      |                                             |                                             |                                             |  |      |                                |                                |                                |  |      |                    |                    |                    |
|  | (p-Fl.Occ.)                              |                                          |                                          |       | K. FC Tielt           | 1                                         |                                           |                                           |  |      |                                             |                                             |                                             |  |      |                                |                                |                                |  |      |                    |                    |                    |
|  | (D3)                                     | K. Willebroekse SV                       | 4                                        |       |                       |                                           |                                           |                                           |  |      |                                             |                                             |                                             |  |      |                                |                                |                                |  |      |                    |                    |                    |
|  | (D3)                                     | K. Willebroekse SV                       | 4                                        |       | (D3)                  | K. Willebroekse SV                        | 2                                         |                                           |  |      |                                             |                                             |                                             |  |      |                                |                                |                                |  |      |                    |                    |                    |
|  |                                          |                                          |                                          |       | (D3)                  | K. Willebroekse SV                        | 2                                         |                                           |  |      |                                             |                                             |                                             |  |      |                                |                                |                                |  |      |                    |                    |                    |
|  |                                          | (D1)                                     | R. FC Liégeois                           | 1     |                       |                                           |                                           |                                           |  |      |                                             |                                             |                                             |  |      |                                |                                |                                |  |      |                    |                    |                    |
|  | (D1)                                     | (D1)                                     | R. FC Liégeois                           | 1     | K. FC Malinois        | 2                                         |                                           |                                           |  |      |                                             |                                             |                                             |  |      |                                |                                |                                |  |      |                    |                    |                    |
|  | (D1)                                     |                                          |                                          |       | K. FC Malinois        | 2                                         |                                           |                                           |  |      |                                             |                                             |                                             |  |      |                                |                                |                                |  |      |                    |                    |                    |
|  | (D1)                                     | R. FC Liégeois                           | 3                                        |       |                       |                                           |                                           |                                           |  |      |                                             |                                             |                                             |  |      |                                |                                |                                |  |      |                    |                    |                    |
|  | (D1)                                     | R. FC Liégeois                           | 3                                        |       |                       |                                           |                                           |                                           |  |      |                                             |                                             |                                             |  | (D1) | K. Berchem Sport               | 1                              |                                |  |      |                    |                    |                    |
|  |                                          |                                          |                                          |       |                       |                                           |                                           |                                           |  |      |                                             |                                             |                                             |  | (D1) | K. Berchem Sport               | 1                              |                                |  |      |                    |                    |                    |
|  |                                          | (D1)                                     | RC Mechelen KM                           | 4     |                       |                                           |                                           |                                           |  |      |                                             |                                             |                                             |  |      |                                |                                |                                |  |      |                    |                    |                    |
|  | (D2)                                     | (D1)                                     | RC Mechelen KM                           | 4     | K. Sint-Niklaasse SK  | 1                                         |                                           |                                           |  |      |                                             |                                             |                                             |  |      |                                |                                |                                |  |      |                    |                    |                    |
|  | (D2)                                     |                                          |                                          |       | K. Sint-Niklaasse SK  | 1                                         |                                           |                                           |  |      |                                             |                                             |                                             |  |      |                                |                                |                                |  |      |                    |                    |                    |
|  | (D2)                                     | R. Uccle Sport                           | 2                                        |       |                       |                                           |                                           |                                           |  |      |                                             |                                             |                                             |  |      |                                |                                |                                |  |      |                    |                    |                    |
|  | (D2)                                     | R. Uccle Sport                           | 2                                        |       | (D2)                  | R. Uccle Sport                            | 2                                         |                                           |  |      |                                             |                                             |                                             |  |      |                                |                                |                                |  |      |                    |                    |                    |
|  |                                          |                                          |                                          |       | (D2)                  | R. Uccle Sport                            | 2                                         |                                           |  |      |                                             |                                             |                                             |  |      |                                |                                |                                |  |      |                    |                    |                    |
|  |                                          | (D2)                                     | R. Racing CB                             | 0     |                       |                                           |                                           |                                           |  |      |                                             |                                             |                                             |  |      |                                |                                |                                |  |      |                    |                    |                    |
|  | (D2)                                     | (D2)                                     | R. Racing CB                             | 0     | R. Racing CB          | 6                                         |                                           |                                           |  |      |                                             |                                             |                                             |  |      |                                |                                |                                |  |      |                    |                    |                    |
|  | (D2)                                     |                                          |                                          |       | R. Racing CB          | 6                                         |                                           |                                           |  |      |                                             |                                             |                                             |  |      |                                |                                |                                |  |      |                    |                    |                    |
|  | (p-Lim.)                                 | Taxandria FC Kwaadmechelen               | 0                                        |       |                       |                                           |                                           |                                           |  |      |                                             |                                             |                                             |  |      |                                |                                |                                |  |      |                    |                    |                    |
|  | (p-Lim.)                                 | Taxandria FC Kwaadmechelen               | 0                                        |       |                       |                                           |                                           |                                           |  | (D2) | R. Uccle Sport                              | 1                                           |                                             |  |      |                                |                                |                                |  |      |                    |                    |                    |
|  |                                          |                                          |                                          |       |                       |                                           |                                           |                                           |  | (D2) | R. Uccle Sport                              | 1                                           |                                             |  |      |                                |                                |                                |  |      |                    |                    |                    |
|  |                                          | (D1)                                     | RC Mechelen KM                           | 2     |                       |                                           |                                           |                                           |  |      |                                             |                                             |                                             |  |      |                                |                                |                                |  |      |                    |                    |                    |
|  | (P)                                      | (D1)                                     | RC Mechelen KM                           | 2     | K. RC Borgerhout      | 0                                         |                                           |                                           |  |      |                                             |                                             |                                             |  |      |                                |                                |                                |  |      |                    |                    |                    |
|  | (P)                                      |                                          |                                          |       | K. RC Borgerhout      | 0                                         |                                           |                                           |  |      |                                             |                                             |                                             |  |      |                                |                                |                                |  |      |                    |                    |                    |
|  | (D1)                                     | RC Mechelen KM                           | 3                                        |       |                       |                                           |                                           |                                           |  |      |                                             |                                             |                                             |  |      |                                |                                |                                |  |      |                    |                    |                    |
|  | (D1)                                     | RC Mechelen KM                           | 3                                        |       | (D1)                  | RC Mechelen KM                            | 5                                         |                                           |  |      |                                             |                                             |                                             |  |      |                                |                                |                                |  |      |                    |                    |                    |
|  |                                          |                                          |                                          |       | (D1)                  | RC Mechelen KM                            | 5                                         |                                           |  |      |                                             |                                             |                                             |  |      |                                |                                |                                |  |      |                    |                    |                    |
|  |                                          | (P)                                      | LC Bastogne                              | 1     |                       |                                           |                                           |                                           |  |      |                                             |                                             |                                             |  |      |                                |                                |                                |  |      |                    |                    |                    |
|  | (P)                                      | (P)                                      | LC Bastogne                              | 1     | R. AS Renaisienne     | 2                                         |                                           |                                           |  |      |                                             |                                             |                                             |  |      |                                |                                |                                |  |      |                    |                    |                    |
|  | (P)                                      |                                          |                                          |       | R. AS Renaisienne     | 2                                         |                                           |                                           |  |      |                                             |                                             |                                             |  |      |                                |                                |                                |  |      |                    |                    |                    |
|  | (P)                                      | LC Bastogne                              | 3                                        |       |                       |                                           |                                           |                                           |  |      |                                             |                                             |                                             |  |      |                                |                                |                                |  |      |                    |                    |                    |

## Légende Seizièmes et suivants
Abréviations des Divisions
- : Tenant du trophée depuis... 1935.
- (I) : club évoluant en « Division 1 ».
- (II) : club évoluant en « Division 2 ».
- (III) : club évoluant en « Division 3 ».
- (P) : club évoluant en « Promotion ».
- (p-...) : club évoluant dans les séries provinciales concernées.

Abréviations des Provinces
- (p-OVl) :  Province de Flandre-Orientale
- (p-Lim) :  Province de Limbourg
- (p-Nam) :  Province de Namur

Le chiffre derrière le « p » indique la division provinciale concernée

## Seizièmes de finale
Les 32 équipes qualifiées sont : Les 8 clubs de Division 1 qui ont tous franchit les 1/64e de finale. Ils sont accompagnés de 9 clubs de Division 2, de 8 clubs de Division 3, de 4 clubs de Promotion. Trois cercles provinciaux réussissent l'exploit d'atteindre ce qui pour eux est le 7e tour !
Le tirage au sort des 1/16e de finale de la coupe de Belgique se déroule le jeudi 26 novembre 1953 à 18h00 dans les locaux de l'URBSFA à Bruxelles. Les médias évoquent évidemment ce tirage, mais il faut bien reconnaître  qu'il est mis sous l'éteignoir par une tout autre actualité. La veille de la désignation du Tour n°7 de la Coupe de Belgique, soit le mercredi 25 novembre 1953, l'Angleterre a subi sa première défaite des œuvres d'une nation non-britannique, dans son antre de Wembley. Et il ne s'agit pas d'un accident, d'une coup de chance. C'est une authentique correction doublée d'une leçon de modernisme qui a été infligée à l'équipe « aux Trois Lions » par une flamboyante équipe de Hongrie : « 3-6 » ! Le football est à un tournant de son évolution. Le système de jeu hongrois a ridiculisé le sacro-saint « W.M. » que la majeure partie des entraîneurs et des équipes appliquent depuis près de trois décennies. Les Anglais déclarent qu'ils ont été surpris mais qu'ils prendront leur revanche à Budapest au printemps '54. Quand vient cette partie, le 23 mai 1954, la sanction est encore plus lourde pour les sujets de Sa Gracieuse Majesté. L'Angleterre subit le plus lourd refvers de son Histoire: « 7-1 » !

### Participants
Toutes les provinces sont encore représentées par au moins une formation. Anvers est largement majoritaire avec 8 clubs, soit 25% des participants. La Flandre orientale dispose encore de 4 qualifiés. Comme les Anversois, ils émanent chacun de quatre niveau hiérarchique différent. Le nombre d'équipes encore engagées s'est équilibré entre les trois plus hautes divisions de la hiérarchie (« 8-9-8 »).
| Provinces                       | Total | D1 | D2 | D3 | P | p1 |
| ------------------------------- | ----- | -- | -- | -- | - | -- |
| Province d'Anvers               | 8     | 4  | 1  | 1  | 2 | 0  |
| Province de Brabant             | 5     | 2  | 2  | 1  | 0 | 0  |
| Province de Flandre-Occidentale | 3     | 0  | 2  | 0  | 0 | 1  |
| Province de Flandre-Orientale   | 3     | 0  | 1  | 1  | 1 | 0  |
| Province de Hainaut             | 2     | 0  | 1  | 1  | 0 | 0  |
| Province de Liège               | 5     | 2  | 1  | 2  | 0 | 0  |
| Province de Limbourg            | 3     | 0  | 1  | 1  | 0 | 1  |
| Province de Luxembourg          | 1     | 0  | 0  | 0  | 1 | 0  |
| Province de Namur               | 2     | 0  | 0  | 1  | 0 | 1  |
| TOTAUX                          | 32    | 8  | 9  | 8  | 4 | 3  |

### Présentation
32 équipes engagées.
- 16 rencontres planifiées le 7 mars 1954.
- Deux matchs se déroulent une semaine plus tard que la date initialement prévue, à savoir le 14 mars 1954.
  - C'est lors de ce tour qu'a lieu le premier affrontement entre équipes de « Division 1 ». Le R. FC Liégeois élimine le K. FC Malinois.
  - Une autre équipe de l'élite est éliminée, le Lyra, battu par le surprenant R. FC Sérésien, alors pensionnaire de « D3 ».
  - Parmi les « petites équipes », si les trois derniers représentants issus des séries provinciales sont éliminées, un cercle de « Promotion », seul le LC Bastogne rejoint les Huitièmes de finale !.

### Match avancé, arrêté et... «à rejouer»!
| n° | N°    | Type    | à domicile         | en déplacement       | Scores | Départages |
| 6  | SF-06 | D1 vs P | RC Mechelen KM (I) | K. RC Borgerhout (P) | 3-0    | Arrêté !   |

| SF-06                           | RC Mechelen KM (I)                                                                                                  | 3-0 arrêté 80e min | K. RC Borgerhout (P) |                                                        |                                                        |
| dimanche 25 décembre 1953 14h00 | Reyniers (1-0) 13e · Diddens (2-0) 29e (pen.) · Bouweleers (3-0) 56e                                                | (2-0)              | | Oscar Van Kesbeeck Spectateurs : >1 000 Arbitrage : M. | Oscar Van Kesbeeck Spectateurs : >1 000 Arbitrage : M. |
| dimanche 25 décembre 1953 14h00 | Le Soir |                    | | Oscar Van Kesbeeck Spectateurs : >1 000 Arbitrage : M. | Oscar Van Kesbeeck Spectateurs : >1 000 Arbitrage : M. |
| dimanche 25 décembre 1953 14h00 | Schaap (GK) Diddens, Hofmans Mayinckx, Van der Auwera, Mangelschots Reyniers, Bouweleers, Wan winghe, Cornelis, Put | Équipes            | Vloemans (GK) Geerts, Peeters Van de Velde, Horemans, Vanden Acker De Beurrre, Van Overmeire, Van Ael, Lippevelt, Wolfs | Oscar Van Kesbeeck Spectateurs : >1 000 Arbitrage : M. | Oscar Van Kesbeeck Spectateurs : >1 000 Arbitrage : M. |

Souvenir cocasse de cette 6e Coupe de Belgique, relancée après 48 ans. Souhaitant jouer en évitant toute concurrence, les deux « Racing Club » tombent d'accord pour avancer la date de leur confrontation et pout inverser l'ordre du tirage. Avec l'aval de la fédération, les deux groupes se retrouvent le dimanche... 25 décembre 1953. Le choix de disputer la rencontre le Jour de Noël n'a pas franchement fait... « recette ». On estime qu'il y a moins de mille personnes sur les gradins du stade Van Kesbeeck. La météo joue son rôle négatif. Il fait très froid, et il pleut à verse tout l'après-midi. Les « Rats » sont plus forts et creusent un écart de trois buts sans rencontrer de réelle résistance. Borgerhout ne bâcle pas mais est tout simplement trop faible ce jour-là. Il reste dix minutes à jouer quand les deux capitaines et l'arbitre se concertent. Le match étant mathématiquement décidé, les joueurs étant trempés et transis de froid, l'unanimité est rapidement trouvée: on arrête les frais. Joueurs, arbitres et dirigeants filent se réchauffer et se faire sérieusement frictionner. La suite est grand-guignolesque. La presse, avec en illustration des mots attribués à l'arbitre dont le nom n'est pas cité, relate le fait. Si, comme le brave référée le sous-entend, l'idée est de transmettre le résultat en douce comme si le match avait été entièrement joué, et bien c'est loupé. D'autant qu'une dépêche de l'agence de presse Belga confirme: «... match arrêté à cause des intempéries ». La suite ? Comme le suppose les journaux de l'époque, l'arbitre n'a certainement pas voulu manquer à ses obligations et a transmis « un rapport » conforme à ce que l'URBSFA exige en pareil circonstances. Assez logiquement en regard des dix minutes manquantes et des habitudes de l'époque, la fédération décide que le match doit être rejouer... à la date initialement prévue.

### Résultats
Le calendrier initial prévoit que les matchs se jouent le dimanche 7 mars 1954 à 15h00. Toutefois, quatre rencontres ne suivent pas cette prévision. Deux les parties « SF-10 » et « SF-14 » sont reculées d'une semaine car trois des quatre clubs en lice doivent jouer une rencontre d'alignement en championnat qui est prioritaire sur la Coupe de Belgique. Par contre, pour « deux autres affiches », c'est une tout autre raison...
- Challenge Kentish ? Alors on joue le matin !
  - En raison des accords existant entre l'URBSFA et les Forces Armées Belges, il ne peut y avoir de concurrence lorsque l'équipe nationale... militaire joue. Et comme ce 7 mars, les « Jass » (sélection militaire belge) reçoivent leurs homologues britanniques au stade du Daring à 15h00, il est interdit aux clubs bruxellois de prester ce même après-midi. C'est ainsi qu'au stade Marien, le match « SF-07 » est avancé à 10h30 et qu'aux Trois Tilleuls, la partie n° « SF-13 » débute  à 11h00 ! Paraissant totalement incongrue au XXIe siècle, cette manière de faire dérange peu de monde en 1953. Les sélections militaires bénéficient encore de beaucoup de respect moins de dix ans après la fin de la Seconde Guerre mondiale. Pour mémoire, lancé en 1919, le « Kentish » porte le nom du Major britannique qu'il a proposé au sortir du premier conflit mondial. Il est longtemps tripartite : Belgique, France, Grande-Bretagne. À partir de 2006, les Pays-Bas participent au tournoi annuelle que quitte la Belgique deux ans plus tard.
  - Sept absents en raison du « Kentish ». Sept garçons (effectuant leur service militaire) sont indisponibles pour jouer en « Coupe » car repris dans le groupe qui reçoit les Britanniques dans le cadre du Challenge Kentish. Il s'agit du gardien de but Guy Delhasse  de FC Liégeois et de sa doublure Robert Paelinck de Lyra. Pour la même raison, ces deux clubs doivent aussi se passer des services d'un autre élément: Louis Dodet (Liège) et Theophiel Peeters (Lyra). Le Standard évolue sans Henri Thellin et le Daring est privé de d'Étienne Longils. Alphonse De Hoef (FC Malinois) est aussi repris dans le noyau des « Jass ».

| OT | N°    | Type     | à domicile                  | en déplacement                      | Scores | Départages |
| 3  | SF-07 | D1 vs p1 | Union St-Gilloise SR (I)    | R. Ham FC (p1-Nam)                  | 5-1    |            |
| 8  | SF-13 | D2 vs p1 | R. Racing CB (II)           | Taxandria FC Kwaadmechelen (p1-Lim) | 6-0    |            |
| 1  | SF-01 | D1 vs D1 | R. FC Malinois (I)          | R. FC Liègeois (I)                  | 2-3    |            |
| 5  | SF-02 | D1 vs D2 | R. Standard CL (I)          | K. St-Truidense VV (II)             | 3-0    |            |
| 2  | SF-03 | D1 vs D3 | R. AEC Mons (III)           | R. Daring CB (I)                    | 0-4    |            |
| 4  | SF-04 | D1 vs D3 | K. Berchem Sport (I)        | UR Namur (III)                      | 1-0    |            |
| 5  | SF-05 | D1 vs D3 | R. FC Sérésien (III)        | K. Lyra ( I)                        | 2-0    |            |
| 6  | SF-06 | D1 vs P  | K. RC Borgerhout (P)        | RC Mechelen KM (I)                  | 0-3    |            |
| 9  | SF-08 | D2 vs D2 | K. St-Niklaasse SK (II)     | R. Uccle Sport ( II)                | 1-2    |            |
| 10 | SF-09 | D2 vs D3 | K. Kortrijk Sport (II)      | R. RC Tournaisien (III)             | 3-0    |            |
| 11 | SF-10 | D2 vs D3 | R. CS Verviétois (II)       | AS Herstalienne SR (III)            | Remis  |            |
| 12 | SF-11 | D2 vs D3 | K. FC Vigor Hamme (III)     | K. Boom FC (II)                     | 1-0    |            |
| 13 | SF-12 | D2 vs P  | R. FC Brugeois (II)         | FC Nijlen (P)                       | 2-2    | Prol. 5-2  |
| 14 | SF-14 | D3 vs D3 | K. Tongerse SV Cercle (III) | R. CS Schaerbeek (III)              | Remis  |            |
| 15 | SF-15 | D3 vs p1 | K. FC Tielt (p1-WVl)        | K. Willebroekse SV ( III)           | 1-4    |            |
| 16 | SF-16 | P vs P   | R. AS Renaisienne ( P)      | Léopold Club Bastogne ( P)          | 2-3    |            |

### Résultats - Matchs reportés
Ces deux rencontres se jouent le dimanche 14 mars 1954. Les deux parties se révèlent très équilibrées et dans les deux cas il faut avoir recours à une voir deux prolongations !
| OT | N°    | Type     | Équipe 1                    | Équipe 2                 | Scores | Départages   |
| 11 | SF-10 | D2 vs D3 | R. CS Verviétois (II)       | AS Herstalienne SR (III) | 1-1    | Prol. 3-1    |
| 14 | SF-14 | D3 vs D3 | K. Tongerse SV Cercle (III) | R. CS Schaerbeek (III)   | 2-2    | 2x Prol. 3-2 |

## Huitièmes de finale
Tirés au sort le lundi 15 mars 1954 au siège de la fédération à Bruxelles, les Huitièmes de finale se démarquent par une seule affiche entre cercles de « Division 1 ». On note une opposition « D1 » contre « D2 » et deux duels entre pensionnaires de antichambre de l'élite. Lors de cette répartition, on apprend que les quarts et demi-finales doivent être joués sur un « terrain neutre », sauf si un accord entre les clubs concernés intervient. Par la même occasion, les dates de ces deux tours et de la finale sont aussi fixés.

### Participants
Il n'y a plus aucun club provincial encore engagé, mais il reste un cercle du 4e niveau: Bastogne.
Les provinces de Hainaut et de Namur ne sont plus représentées. Cependant sur seize derniers clubs encore en course, quatre sont bruxellois et cinq sont wallons pour sept flamands. De telles proportions ne se retrouvent pratiquement jamais plus par la suite.
| Provinces                       | Total | D1 | D2 | D3 | P |
| ------------------------------- | ----- | -- | -- | -- | - |
| Province d'Anvers               | 3     | 2  | 0  | 1  | 0 |
| Province de Brabant             | 4     | 2  | 2  | 0  | 0 |
| Province de Flandre-Occidentale | 2     | 0  | 2  | 0  | 0 |
| Province de Flandre-Orientale   | 1     | 0  | 0  | 1  | 0 |
| Province de Liège               | 4     | 2  | 1  | 1  | 0 |
| Province de Limbourg            | 1     | 0  | 0  | 1  | 0 |
| Province de Luxembourg          | 1     | 0  | 0  | 0  | 1 |
| TOTAUX                          | 16    | 6  | 5  | 4  | 1 |

Deux équipes de Division 1 passent à nouveau à la trappe. Tout d'abord, la rencontre entre Berchem Sport et l'Union Saint-Gilloise donne lieu à un match engagé dont aucune équipe ne sort vainqueur après la prolongation. Les anversois se qualifient finalement au nombre de corners. L'autre équipe de l'élite éliminée, et non des moindres, n'est autre que le double champion en titre, le R. FC Liégeois, sorti sans gloire par le K. Willebroekse SV, pensionnaire de troisième division. Le dernier représentant de Promotion, le Léopold Club Bastogne, est éliminé de la compétition par le RC Mechelen KM, futur finaliste.
À noter que les huit équipes évoluant à domicile se qualifient pour le tour suivant.
Six des huit matches sont joués le dimanche 4 avril 1954. La rencontre RC Mechelen-LC Bastogne a lieu le jeudi 8 avril 1954 et le dernier duel entre Berchem Sport et l'Union est disputé le dimanche 11 avril 1954.

### Résultats
Ces Huitièmes de finale sont planifiés le dimanche 4 avril 1953 à 15h00. Toutefois deux rencontres sont décalées. En raison du match international « Belgique-Pays-Bas » programmé ce même jour au Bosuilstadion de Deurne, il n'est pas possible de jouer au Rooi pratiquement voisin, de Berchem. Cette partie est reculée d'une semaine.
Par contre le report du match « RC Malines-LC Bastogne » est plus mesquin car faisant suite à une décision unilatérale de, et bien pauvrement expliquée par, l'URBSFA. La fédération assène « que les Ardennais ont encore trop de matchs à jouer ». Un argumentaire faiblard et curieux quand on sait qu'au moment auquel ce match est prévu, les « Division 1 » ont joué 26 des 30 rencontres prévues et que la série de Promotion de Bastogne en a disputé 25 ! La fédération refuse que le « Léopold Club » joue en Coupe le dimanche 4, car à cette date, il doit recevoir la FC JS Athusienne en championnat. C'est un bien sale coup infligé au plus petit club et surtout à ses finances. En Coupe de Belgique, les recettes guichets sont partagées entre les clubs qui s'affrontent. En jouant en semaine, tout le monde sait qu'il y aura une assistance bien plus faible. Des tentatives de négociations ont lieu mais, comme à sa plus fâcheuse habitude, l'URBSFA se cantonne sur son idée initiale.
| OT | N°   | Type     | à domicile                | en déplacement              | Scores | Départages |
| 4  | HF-1 | D1 vs D1 | K. Berchem Sport (I)      | Union St-Gilloise (I)       | Remis  |            |
| 8  | HF-2 | D1 vs D2 | R. Standard CL (I)        | R. FC Brugeois (II)         | 5-1    |            |
| 5  | HF-3 | D1 vs D3 | R. Daring CB (I)          | K. FC Vigor Hamme (III)     | 6-1    |            |
| 6  | HF-4 | D1 vs D4 | K. Willebroekse SV ( III) | R. FC Liégeois (I)          | 2-1    |            |
| 2  | HF-5 | D2 vs D2 | R. Uccle Sport ( II)      | R. Racing CB (II)           | 2-0    |            |
| 3  | HF-6 | D2 vs D2 | K. Kortrijk Sport (II)    | R. CS Verviétois (II)       | 1-0    |            |
| 5  | HF-7 | D3 vs D3 | R. FC Sérésien (III)      | K. Tongerse SV Cercle (III) | 2-0    |            |
| 3  | HF-8 | D1 vs P  | RC Mechelen KM (I)        | Léopold Club Bastogne ( P)  | Remis  |            |

### Résultats «Matchs remis»
Le match « HF-8 » est joué le jeudi 8 avril 1954 à 17h00. La partie « HF-1 » se déroule le dimanche 11 avril 1954 à 15h00. La Fédération belge de football n'est pas à un paradoxe près. D'une part, elle contraint un petit cercle de « Division 4 » à jouer en semaine « parce qu'il doit encore jouer beaucoup de matchs » (concrètement un de plus que les clubs de la Division 1). Et d'autre part, elle met précisément ce championnat de D1 au repos en raison du Championnat de football du CISM, organisé en Belgique du 6 au 19 avril 1954.
- CISM ? Le Conseil International du Sport Miliaire est fondé en 1948. Cet organisme qui au XXIe siècle compte 137 nations membres, régit et organise les principales compétitions internationales de sport entre les forces armées. En 1954, le Championnat de football regroupe 10 participants avec l'inscription tardive de l'Égypte. L'équipe militaire belge défend (avec succès) son titre mondial gagné l'année précédente en Turquie.

| OT | N°   | Type     | Équipe 1             | Équipe 2                   | Scores | Départages                              |
| 4  | HF-1 | D1 vs D1 | K. Berchem Sport (I) | Union St-Gilloise SR (I)   | 2-2    | 1re Prol: 2-2 2e Prol : 3-3 Corners 9-5 |
| 3  | HF-8 | D1 vs P  | RC Mechelen KM (I)   | Léopold Club Bastogne ( P) | 5-1    |                                         |

## Quarts de finale
Les huit dernières formations émargent à une des trois plus haute divisions et représentent quatre provinces différentes. Le tirage au sort est effectué le 13 avril 1954.

### Participants
| Provinces                       | Total | D1 | D2 | D3 |
| ------------------------------- | ----- | -- | -- | -- |
| Province d'Anvers               | 3     | 2  | 0  | 1  |
| Province de Brabant             | 2     | 1  | 1  | 0  |
| Province de Flandre-Occidentale | 1     | 0  | 1  | 0  |
| Province de Liège               | 2     | 1  | 0  | 1  |
| TOTAUX                          | 8     | 5  | 1  | 2  |

### Résultats
Initialement, le programme prévoit que les quarts de finale se jouent le Dimanche ou le Lundi de Pâques, donc le 18 ou le 19 avril 1954. En définitive, il n'a que deux rencontres qui sont disputées lors du week-end Pascal.
Certains engagés encore en course ont planifié de longue date soit une rencontre amicale, soit un tournoi en vue de collecter une recette la plus intéressante possible. À cette époque, les « Tournois de Pâques » sont une tradition encore bien ancrée. Certains sont internationaux, d'autres nationaux. Il y a aussi des épreuves plus régionales voir locales. Ainsi le Racing de Malines dispute le tournoi international du R. FC Brugeois en compagnie des Berlinois du Spandauer SV et des Norvégiens du Strømen IF Oslo.
Ces tournois datent de l'époque où les séries comptent 12 ou 14 clubs et que donc les championnats sont moins longs. Le week-end de Pâques est ainsi « laissé libre » pour deux jours de football, le plus souvent les éliminatoires de le samedi et les finales le lundi (férié).
Les quarts de finale de la Coupe 53-54 sont joués sur « terrain neutre » convenu par les clubs concernés ou à défaut désigné par la « Commission de la Coupe de Belgique ».
| N°   | Type     | Équipe 1                | Équipe 2              | Scores | Départages |
| QF-1 | D1 vs D1 | R. Daring CB (D1)       | R. Standard CL (D1)   | 1-2    |            |
| QF-2 | D1 vs D2 | R. Uccle Sport (D2)     | RC Mechelen KM (D1)   | 1-2    |            |
| QF-3 | D1 vs D2 | K. Willebroekse SV (D3) | K. Berchem Sport (D1) | 3-2    |            |
| QF-4 | D2 vs D3 | K. Kortrijk Sport (D2)  | R. FC Sérésien (D3)   | 2-3    |            |

| QF-1                         | R. Daring CB (I) | 1-2     | R. STANDARD CL (I)                                                                                     |                                         |                                         |
| dimanche 18 avril 1954 15h00 | Dubois (1-0) 29e | (1-0)   | · 60e (1-1) Mathonet · ? (1-2) Mathonet                                                                | Julien Bergé (Tirlemont) Arbitrage : M. | Julien Bergé (Tirlemont) Arbitrage : M. |
| dimanche 18 avril 1954 15h00 | Le Soir |         | | Julien Bergé (Tirlemont) Arbitrage : M. | Julien Bergé (Tirlemont) Arbitrage : M. |
| dimanche 18 avril 1954 15h00 | Vertongen (GK) Van Lancker, Van Roye Steurs, Van Kerkchoven, Frans Dubois, Moyson, Van Hoeyweghen, Braekman, Renders | Équipes | Nicolay (GK) Happart, Demartin Blaise, Van Dormael, Mathot Bertrand, Houf, Jacquemyns, Mathonet, Jadot | Julien Bergé (Tirlemont) Arbitrage : M. | Julien Bergé (Tirlemont) Arbitrage : M. |

Les deux formations sont chacune privée d'un international militaire, repris dans le noyau qui, le lendemain, dispute la finale du championnat du CISM, contre la Turquie, au stade du Centenaire à Bruxelles. Attention que cette affiche entre deux formations de « D1 » oppose concrètement, le 12e (Standard) au 13e classé ( Daring). Avec quatre journées de championnat encore à jouer, ces deux formations ne possèdent que deux points de mieux que le premier descendant (Union St-Gilloise). Le score final de « 1-2 » est particulièrement flatteur pour des « Daringmen » qui ne sont jamais dans le coup durant ce quart de finale. Les « Rouches » dominent de la tête et des épaules dès le coup d'envoi mais ils sont pénalisés par le manque d'efficacité de leur ligne d'attaque. Paradoxe classique en football, dominer n'est pas suffisant. Lorsque le repos est sifflé au stade Bergé de Tirlemont, ce sont les Molenbeekois qui mènent au score ! Une remise en retrait approximative de Blaise vers son gardien Nicolay est exploitée par Dubois, qui marque via le poteau. Sur la durée de la seconde période, la presse dénombre, tout au plus, trois ou quatre attaques pour les « tenants du trophée » ! Les « Mosans » sont un véritable rouleur compresseur mais ils peinent à marquer. À l'heure de jeu, Bob Van Kerkhoven met le pied sur une centre de Denis Houf, le gardien Vertongen manque son intervention et se retrouve au sol. Mathonet met le front pour envoyer aisément le cuir dans les filets désertés. Le « matricule 2 » n'a que d'épisodiques incursions à proximité du rectangle liégeois. C'est donc le plus logiquement du monde que, d'une nouvelle reprise de la tête, Mathonet s'offre un doublé pour envoyer ses couleurs en demi-finale. Un 2e place dans dernier carré de l'épreuve depuis celle de 1912. Notons qu'en fin de partie, après un essai de Mathonet renvoyé par le poteau, Jadot marque le 3e goal des « Rouges et Blancs », mais que cette réalisation est refusée car le buteur est hors-jeu.
| QF-4                         | K. Kortrijk Sport (II)                                                                                     | 2-3     | R. FC SÉRÉSIEN (III)                                                                       |                                                      |                                                      |
| dimanche 18 avril 1954 15h00 | Hoorens (1-0) 1re · Van Velthoven (2-0) 28e                                                                | (2-1)   | · 30e (2-1) Nys · 57e (2-2) Humblet · 65e (pen.) (2-3) Royer                               | Oscar Bossaert (Molenbeek-Saint-Jean) Arbitrage : M. | Oscar Bossaert (Molenbeek-Saint-Jean) Arbitrage : M. |
| dimanche 18 avril 1954 15h00 | Le Soir |         |                                                                                            | Oscar Bossaert (Molenbeek-Saint-Jean) Arbitrage : M. | Oscar Bossaert (Molenbeek-Saint-Jean) Arbitrage : M. |
| dimanche 18 avril 1954 15h00 | Tack (GK) Messiaen, Claerhout Maes, Haezendonck, Vanneste Devits, Baervots, Hoorens, Pinoys, Van Velthoven | Équipes | Boulet (GK) Ernotte, Knutz Humblet, Fohn, Gomand Ferraretto, Royer, Klarić, Tomasetti, Nys | Oscar Bossaert (Molenbeek-Saint-Jean) Arbitrage : M. | Oscar Bossaert (Molenbeek-Saint-Jean) Arbitrage : M. |

Selon une expression fréquence de cette époque, les Sérésiens effectuent une fantastique « remonte », sur des Courtraisiens qui se demandent encore comment ils ont laissé échapper cette qualification ! Sur la première action de jeu, les Flandriens ouvrent le score. Courtrai obtient un coup de coin et Hoorens reprend de la tête avec efficacité (1-0). Les Liégeois commettent quelques approximations défensives. Pinoy ne profite pas de celle de Knutz après 6 minutes. Par contre juste avant la demi-heure de jeu, Van Velthoven ne se fait pas prier pour convertir en but une mauvaise passe d'Ernotte. Entre ces deux buts, Seraing essaie de réagir mais manque de réalisme quand une rare occasion se présente. Les résidents du stade des Éperons d'Or dominent ceux du Pairay, en termes d'expérience. Les « Métallos » procèdent par passe courtes et menacent fréquemment la défense adverse. Le souci est qu'ils pratiquent un peu trop lentement et les solides défenseurs courtraisiens ne se laissent pas surprendre. La partie rebondit peu après le second but des « Rouges et Jaunes ». Irréprochable jusque là, le gardien Tack ne capte pas et repousse mollement un essai du jeune Ferraretto. Le problème pour le dernier rempart flandrien est que Nys est à l'affût et bondit pousser le ballon dans les filets (2-1). Après le repos, les deux formations ont la bonne idée de continuer à joueur le jeu franchement. Est-ce le fait de jouer dans l'antre d'un grand club club belge, dernier vainqueur en date de l'épreuve qui plus est, et dont il partage les couleurs (Rouge et Noir) qui libère le R. FC Sérésien ? Impossible de répondre mais ce qui est certain, c'est que les « Mosans » prestent un « half-time » de toute beauté. Si les deux équipes dominent à tour de rôle, ce sont les possessions liégeoises qui sont les plus construites et les plus abouties. On joue la 57e minute quand l'égalité est rétablie après un tir lointain surpuissant d'Humblet qui laisse Tack sans réaction. Moins de dix minutes plus tard, la situation est complètement renversée. Le défenseur Claerhout commet une faute sur Ferraretto dans la surface de réparation et le jeune Royer transforme le penalty qui place Seraing aux commandes. Le club de « D3 » se retrouve collé à son but par un pensionnaire de « D2 » qui s'est sans doute cru trop vite qualifié. Le « matricule 17 » résiste héroïquement, équilibre les échanges en fin de partie et pousse le « matricule 19 » hors de la compétition.
| QF-2                    | K. Willebroekse SV ( III)                                                                                       | 2-3     | K. BERCHEM SPORT (I)                                                                                                 |                                       |                                       |
| samedi 8 mai 1954 17h00 | Baete (1-0) 36e (pen.) · F. Eeraerts (2-0) 40e                                                                  | (2-0)   | · 46e (2-1) A. De Hert · 63e (2-2) A. De Hert · 87e (2-3) A. De Hert                                                 | Velodromestraat (Boom) Arbitrage : M. | Velodromestraat (Boom) Arbitrage : M. |
| samedi 8 mai 1954 17h00 | [ Le Soir] |         | | Velodromestraat (Boom) Arbitrage : M. | Velodromestraat (Boom) Arbitrage : M. |
| samedi 8 mai 1954 17h00 | Schilders (GK) Demondt, L. De Hert Mersie, Pieters, Degroote Van noten, Daems, Schellens, A. De Hert, Vercammen | Équipes | Brieven (GK) L. Aernoudts, Van Neck Goossens, Derom, Baete W. Eeraerts, Somers, F. Eeraerts, Meersmans, De Buysscher | Velodromestraat (Boom) Arbitrage : M. | Velodromestraat (Boom) Arbitrage : M. |

Berchem s'aligne sans son défenseur Dries qui accompagne les Diables rouges, lesquelles affrontent la Yougoslavie, le lendemain à Zagreb. Comme les quatorze autres qualifiés, ces deux nations fourbissent leurs armes pour la 5e Coupe du Monde qui va se dérouler en Suisse en juin. L'équipe locale prend immédiatement l'initiative et les pensionnaire de « Division 3 » souffrent. Toutefois, la formation championne de Promotion un an plus tôt et qui est assurée de prolonger son séjour au 3e niveau équilibre petit à petit les échanges et, répliquant par d'habiles contres, commence à faire douter les « Jaunes et Noirs ». Alors qu'il n'a pas vu le « hands » de Van Neck, l'arbitre sanctionne celui de Demondt. Baete transforme le coup de réparation. Quatre minutes plus tard, une superbe combinaison à trois permet aux « Oranje Zwet » de rentrer aux vestiaires avec deux buts d'avance. Meersman et De Buysscher avance par passes avec Frans Eearts qui double les chiffres ! C'est la stupeur et la sensation au Rooi. Le match rebondit dès la reprise avec une déduction de l'écart par Albert De Hert qui est plus prompte que les défenseurs à la suite d'un coup de coin. On est loin dans la saison et la fatigue a raison de la bonne volonté de Willebroek. Ses joueurs ne retrouvent pas leur bel entregent de la première période. Berchem domine et rétablit logiquement la parité. Un tir lointain de Daems est repoussé par le gardien Brieven et De Hert signe un doublé. Ce même centre-avant s'offre un joli triplé en reprenant joliment un service de Schellen. Un but qui semble entaché d'un hors jeu de son auteur, mais que le trio arbitral n'a pas vu. Ce goal contesté évite une prolongation d'une demi-heure, qui aurait sans aucun doute été très pénible pour des gars de « D3 » éreintés.
| QF-3                    | R. Uccle Sport ( II)                                                                                 | 2-1     | RC MECHELEN KM (I)                                                                                     |                                         |                                         |
| jeudi 27 mai 1954 15h00 | · Voets (1-2) 85e (pen.)                                                                             | (0-2)   | 3e (0-1) Put · 9e (0-2) Bauweleers                                                                     | Émile Versé (Anderlecht) Arbitrage : M. | Émile Versé (Anderlecht) Arbitrage : M. |
| jeudi 27 mai 1954 15h00 | Le Soir                                                                                              |         | | Émile Versé (Anderlecht) Arbitrage : M. | Émile Versé (Anderlecht) Arbitrage : M. |
| jeudi 27 mai 1954 15h00 | Struelens (GK) L. Raes, Teghem De Bats, Voets, De Cuyper Rochus, P. Raes, Hauben, Anthonis, De Boedt | Équipes | Renders Diddens, Hofmans Weemaes, Cornelis, Mangelschots Bauweleers, Reyniers, Mannaerts, De Hert, Put | Émile Versé (Anderlecht) Arbitrage : M. | Émile Versé (Anderlecht) Arbitrage : M. |

Situation invraisemblable et impensable de nos jours, la dernière journée du championnat de « Division 1 » se déroule le dimanche 23 mai 1954 alors que la Coupe du Monde pour laquelle les Belges sont qualifiés débute le 16 juin ! La qualification décrochée à l'automne 1953 amène les Diables rouges à jouer davantage de rencontres amicales qu'à l'accoutumée. On parle de matchs officiels, mais aussi de parties contre des sélections occasionnelles, comme les Hollandais des « Zwaluwen » (Mouettes). Cela ajouté à l'organisation du championnat CISM par la Belgique occasionne plusieurs décalage de journées entières pour l'élite nationale. C'est lors du Jeudi de l'Ascension que se joue le dernier quart de finale. Le match a lieu sur la pelouse du SC Anderlechtois, sacré champion... quatre jours plus tôt. La rencontre est particulièrement disproportionnée. Malgré le remplacement de l'attaquant Van der Auwera (dans la présélection des Diables rouges) par Cornelis, les « Rats » dominent largement des « Pierrots » qui n'ont que leur courage à proposer. Très rapidement le tableau marquoir du « Parc Astrid » est sollicité. On ne joue que depuis à peine plus de deux minutes que Reyniers mance Mannaerts, lequel isole Put qui ouvre le score. On joue encore six minutes et le buteur délivre un centre au sol. Mannearts feinte de reprendre mais surprend les arrière en laissant le ballon rouler jusqu'à Bauweleers. La volée de l'ailier se longe dans la lucarne (0-2). Tout ersatz de suspense peut être définitivement terminé moins de cent vingt seconde plus tard. À ce moment, le gardien ucclois sort devant Put lancé par Mannaerts. Mais l'intervention du pied heurte un de ses équipiers et Bauwelaeers hérite du cuir qu'il envoie dans le cadre. Replié, L. Raes détourne le ballon: penalty indiscutable. Le portier Struelens maintient l'écart de deux buts en réalisant une magnifique parade du la tentative de transformation de l'arrière Diddens. Uccle tente bien de réagir mais l'organisation malinois est irréprochable et les avants bruxellois peu inspirés. La domination se poursuit et dix minutes après l'entame de la seconde période, les « Racingmen » bénéficient d'une nouveau de réparation. Cette fois c'est une faute de Thegem sur Reyniers qui est sanctionnée. On retrouve le duo Struelens / Diddens, avec la même issue. Le dernier rempart des « Bleus et Blancs » repousse l'essai du « Vert et Blanc ». Son aisance est telle que le « Racing de Malines » per sa concentration et manque plus occasions faciles. Cinq minutes avant le coup de siffle final, Jean Voets convertit un penalty, consécutif à une faute de Cornelis sur Hauben, et ramène l'écart à « 2-1 ». L'idée que les Ucclois forcent une prolongation s'estompe rapidement en dépit de la bonne volonté des Bruxellois.

## Demi-finales
Le tirage au sort des demi-finale est effectué le samedi 24 avril 1954, au siège de la fédération, par Monsieur Baert, membre du Comité exécutif. Ce jour-là, seuls deux qualifiés sont connus, les Liégeois du Standard (I) et du FC Sérésien (III). En effet, au moment du tirage, deux quarts de finale doivent encore être disputés. Il est aussi fixé que les demi-finales soient jouées le jeudi 27 mai.

### Participants
Les quatre derniers engagés proviennent uniquement de deux provinces : celle d'Anvers et celle de Liège. Ce fait paraît anodin, mais il faut se rappeler que les cinq premières éditions déjà prestée ont été remportées à quatre reprises par un club bruxellois donc du Brabant et une fois par une formation de Flandre occidentale.
| Provinces         | Total | D1 | D2 | D3 |
| ----------------- | ----- | -- | -- | -- |
| Province d'Anvers | 2     | 2  | 0  | 0  |
| Province de Liège | 2     | 1  | 0  | 1  |
| TOTAUX            | 4     | 3  | 0  | 1  |

### Résultats
| N°   | Type     | Équipe 1              | Équipe 2            | Scores | Départages |
| DF-1 | D1 vs D1 | K. Berchem Sport (D1) | RC Mechelen KM (D1) | 1-4    |            |
| DF-2 | D1 vs D3 | R. FC Sérésien (D3)   | R. Standard CL (D1) | 2-5    |            |

| DF-2                    | R. FC Sérésien (III)                                                                   | 2-5     | R. STANDARD CL (I)                                                                                  |                                                                          |                                                                          |
| jeudi 27 mai 1954 15h00 | · Klarić (1-2) 20e · Tomasetić (2-2) 35e                                               | (2-2)   | 1re (0-1) Givard · 10e (0-2) Givard · 51e (2-3) Blaise · 70e (2-4) Blaise · 87e (2-5) Blaise        | du Pont d'Ougrée (Ougrée) Spectateurs : « foule immense » Arbitrage : M. | du Pont d'Ougrée (Ougrée) Spectateurs : « foule immense » Arbitrage : M. |
| jeudi 27 mai 1954 15h00 | Le Soir                                                                                |         | | du Pont d'Ougrée (Ougrée) Spectateurs : « foule immense » Arbitrage : M. | du Pont d'Ougrée (Ougrée) Spectateurs : « foule immense » Arbitrage : M. |
| jeudi 27 mai 1954 15h00 | Boulet (GK) Ernotte, Knutz Humblet, Fohn, Gomand Bayard, Royer, Klarić, Tomasetić, Nys | Équipes | Nicolay (GK) Happart, Thellin Mathot, Van Dormael, Mathomet Jacquemyns, Houf, Blaise, Givard, Jadot | du Pont d'Ougrée (Ougrée) Spectateurs : « foule immense » Arbitrage : M. | du Pont d'Ougrée (Ougrée) Spectateurs : « foule immense » Arbitrage : M. |

| DF-1                       | K. Berchem Sport (I)                                                                                              | 1-4     | RC MECHELEN KM (I)                                                                                                |                                  |                                  |
| dimanche 30 mai 1954 15h00 | Pieters (1-0) 11e                                                                                                 | (1-2)   | · 15e (1-1) Reyniers · 35e (1-2) Mannaerts · 52e (1-3) Mannaerts · 60e (1-4) Rappoort                             | Oscar Van Kesbeek Arbitrage : M. | Oscar Van Kesbeek Arbitrage : M. |
| dimanche 30 mai 1954 15h00 | Le Soir |         | | Oscar Van Kesbeek Arbitrage : M. | Oscar Van Kesbeek Arbitrage : M. |
| dimanche 30 mai 1954 15h00 | Schilders (GK) De Mondt, Pol De Hert Pieters, Van de Ven, Degroote Daems, Loos, Mersie, Albert De Hert, Van Noten | Équipes | Renders (GK) Diddens, Hofmans Rappoort, Cornelis, Mangelschot Bauweleers, Reyniers, Mannaerts, Henri De Hert, Put | Oscar Van Kesbeek Arbitrage : M. | Oscar Van Kesbeek Arbitrage : M. |

## Finale
Le stade du Centenaire accueille la finale jouée le dimanche 6 juin 1954, soit une semaine après la seconde demi-finale. L'assistance est estimée à un petit peu moins de 20 000 personnes. Un chiffre moyen pour le grand stade, mais relativement positif pour une épreuve tout juste relancée et qui, nous l'avons évoqué ci-dessus, connaît une première réédition passionnée pour certains (presse, public et petits clubs) mais mitigée pour d'autres (plusieurs grands clubs de l'époque l'on nettement sous-évaluées).
| FINALE 53-54      | R. STANDARD CL (I)                                                 | 3-1   | RC Mechelen KM (I)       | Stade du Centenaire, Bruxelles                                                                     | |
| 6 juin 1954 16h00 | S. Jacquemyns (1-0) 1re · J. Givard (2-0) 9e · F. Blaise (3-1) 86e | (2-1) | · 30e (2-1) J. Mannaerts | Spectateurs : 18 000 Arbitrage : M. Albert Alsteen Arbitres assistants : MM. Mees et Van Hellemont | Spectateurs : 18 000 Arbitrage : M. Albert Alsteen Arbitres assistants : MM. Mees et Van Hellemont |
| 6 juin 1954 16h00 | « Le Soir »                                                        |       |                          | Spectateurs : 18 000 Arbitrage : M. Albert Alsteen Arbitres assistants : MM. Mees et Van Hellemont | Spectateurs : 18 000 Arbitrage : M. Albert Alsteen Arbitres assistants : MM. Mees et Van Hellemont |

| Standard | RC Mechelen |

| R. Standard CL : |                      |
|                  |                      |
| G                | Toussaint Nicolay    |
| D                | Joseph Happart       |
| D                | Henri Thellin        |
| M                | Raymond Van Dormael  |
| M                | Edgard Mathot        |
| M                | Sébastien Jacquemyns |
| A                | Jean Mathonet        |
| A                | Joseph Givard        |
| A                | Fernand Blaise       |
| A                | Denis Houf           |
| A                | Jean Jadot           |
| Entraîneur :     |                      |
| André Riou       |                      |

| RC Mechelen KM : |                    |
|                  |                    |
| G                | Adolf Renders      |
| D                | Jan Diddens        |
| D                | Jan Hofmans        |
| M                | Frans Rappoort     |
| M                | Jan Van Der Auwera |
| M                | Alois Mangelschots |
| A                | Roger Bauweleers   |
| A                | Frans Reyniers     |
| A                | Jozef Mannaerts    |
| A                | Henri De Hert      |
| A                | Jozef Put          |
| Entraîneur :     |                    |
| Jan Dogaer       |                    |

## Statistiques

### Générales
- Nombre de finales jouées : 6 - (23 buts marqués)
  - Nombre de finales avec prolongation : 1 (1 but marqué)
  - Nombre de finales avec tirs au but : 0
- Joueurs expulsés lors en finale : 3
  - Clubs de la plus haute division : 11
  - Clubs de deuxième division : 0
  - Clubs de troisième division : 1

### Par provinces
| # | Provinces                       | Vainqueurs | Finalistes | Total |
| - | ------------------------------- | ---------- | ---------- | ----- |
| 1 | Province d'Anvers               | 0          | 3          | 3     |
| 2 | Province de Brabant -           | 4          | 0          | 4     |
| 3 | Province de Flandre-Occidentale | 1          | 2          | 3     |
| 4 | Province de Flandre-Orientale   | 0          | 1          | 1     |
| 5 | Province de Hainaut             | 0          | 0          | 0     |
| 6 | Province de Liège               | 1          | 0          | 1     |
| 7 | Province de Limbourg            | 0          | 0          | 0     |
| 8 | Province de Luxembourg          | 0          | 0          | 0     |
| 9 | Province de Namur               | 0          | 0          | 0     |

| # | Provinces                   | Victoires | Place de finaliste | Total |
| - | --------------------------- | --------- | ------------------ | ----- |
| 1 | Province du Brabant flamand | 0         | 0                  | 0     |
| 2 | Province de Brabant wallon  | 0         | 0                  | 0     |
| 3 | Bruxelles                   | 4         | 0                  | 4     |

### Clubs avec plus d'une victoire
Union St-Gilloise: 2